# Джамбайський острів
Джамбайський (каз. Жанбай аралы) — острів у Каспійському морі. Розташований на схід від гирла Волги. Він відокремлений від казахстанського узбережжя на 1,2 км. Довжина острова — 21,5 км, максимальна ширина — 7 км. Адміністративно належить до складу Атирауської області Казахстану.